# Jānis Ķipurs
Jānis Ķipurs (3. januar 1958 i Kurmene i Lettiske SSR) er en lettisk bobslædefører, der deltog i konkurrencer for Sovjetunionen i slutningen af 1980'erne. Ķipurs vandt en guldmedalje i tomandsbobslæde sammen med Vladimir Kozlov ved Vinter-OL 1988 i Calgary, hvilket i øvrigt var den eneste sovjetiske guldmedalje i denne sportsgren nogensinde. Ved det samme Vinter-OL var han også med til at vinde en bronzemedalje i firemandsbobslæde sammen med Guntis Osis, Juris Tone og Vladimir Kozlov. Han vandt også en bronzemedalje i tomandsbobslæde sammen med Aldis Intlers ved VM i bobslæde og skeleton 1989 i Cortina d'Ampezzo.